# Lieve Paulus
Lieve Paulus (1966) es una deportista belga que compitió en triatlón.
Ganó una medalla de oro en el Campeonato Europeo de Triatlón de 1986 y una medalla de oro en el Campeonato Europeo de Triatlón de Media Distancia de 1985.

## Palmarés internacional
| Campeonato Europeo | Campeonato Europeo          | Campeonato Europeo | Campeonato Europeo |
| Año                | Lugar                       | Medalla            | Prueba             |
| ------------------ | --------------------------- | ------------------ | ------------------ |
| 1986               | Milton Keynes (Reino Unido) | Medalla de oro     | Individual         |

| Campeonato Europeo | Campeonato Europeo   | Campeonato Europeo | Campeonato Europeo |
| Año                | Lugar                | Medalla            | Prueba             |
| ------------------ | -------------------- | ------------------ | ------------------ |
| 1985               | Aabenraa (Dinamarca) | Medalla de oro     | Individual         |